# Kalli (jezioro)
Kalli (est. Kalli järv) – jezioro na obszarze gminy Vara w prowincji Tartu, w Estonii. Ma powierzchnię około 199 hektarów, maksymalną głębokość 1,4 m i długość linii brzegowej 11,63 km. Pod względem powierzchni jest dwudziestym ósmym jeziorem w Estonii. Brzegi pokryte są lasem. Linia brzegowa jest postrzępiona, brzegi jeziora mają charakter bagienny. Przez jezioro przepływa rzeka Kalli, dopływ Emajõgi. Położone jest na obszarze rezerwatu Emajõe-Suursoo (Emajõe-Suursoo sookaitseala/maastikukaitseala).